# Bruno Schwark
Bruno Schwark (ur. 29 grudnia 1883 w Runowie w powiecie lidzbarskim, zm. 17 października 1964 w Liebfrauenhöhe) – niemiecki ksiądz katolicki, doktor teologii, archiprezbiter parafii w Ornecie, kanonik warmiński, prałat, pisarz.

## Życiorys

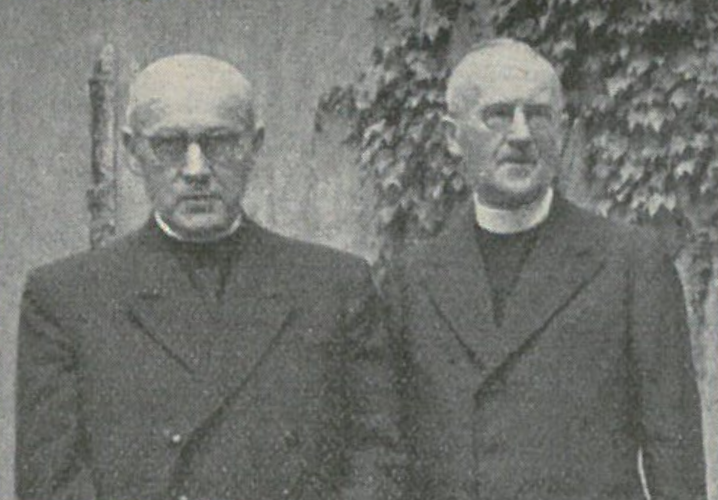
Kanonicy Bruno Schwark (z prawej) i Alfons Maria Buchholz

Urodził się w rodzinie kupca Karla. W 1891 rodzina przeprowadziła się do Królewca. W Królewcu rodzice posłali go oraz jego brata do gimnazjum Collegium Fridericianum. Królewiec był wówczas w przeważającej części protestancki, ale rodzina uczęszczała do katolickiego kościoła św. Jana Chrzciciela, w którym wówczas proboszczem był ks. Jan Szadowski. W latach 1896 i 1897 rodzice zmarli przedwcześnie. Decyzją krewnych Bruno został wysłany podczas ferii wielkanocnych 1898 roku na dalszą naukę do gimnazjum w Braniewie. Gimnazjum ukończył na wiosnę 1903 roku i uzyskał maturę. Następnie studiował filozofię i teologię w seminarium duchownym, również w Braniewie. Święcenia kapłańskie otrzymał 3 lutego 1907 roku z rąk sędziwego biskupa Andreasa Thiela, w katedrze we Fromborku, w grupie ośmiu diakonów, m.in. razem z Richardem Zieglerem. Jako neoprezbiter został skierowany na parafię w Zwierznie, od 16 kwietnia 1908 był jej tymczasowym komendariuszem. W latach 1910–1912 kontynuował studia w Bonn i w Rzymie. Ze względów zdrowotnych przerwał studia i powrócił na Warmię. 18 sierpnia 1912 został wikariuszem we Franknowie, ponadto zastępował proboszcza w Bartoszycach. 1 grudnia 1815 uzyskał na Uniwersytecie w Bonn stopień doktora teologii na podstawie dysertacji Bischof Rather von Verona als Theologe. W czasie I wojny światowej służył w jednostce sanitarnej w Bartoszycach jako podoficer. W 1915 roku został kapelanem wojskowym w Gumbinnen (obecnie Gusiew), od 1916 w Tylży (teraz Sowieck). 7 grudnia 1919 został mianowany kuratusem w Gołdapi. W okresie od 12 października 1926 do 1932 sprawował urząd proboszcza w Kwiecewie. 20 grudnia 1932 został proboszczem parafii w Ornecie oraz dziekanem. Za odczytanie listów duszpasterskich biskupa warmińskiego oraz za opiekę duszpasterską nad polskimi robotnikami przymusowymi był inwigilowany i prześladowany przez gestapo. Mimo tych zatargów z władzą, nie sprzeciwiła się ona jego mianowaniu kanonikiem kapituły katedralnej we Fromborku w 1943 roku (być może dlatego, że utrąciła już poprzednią kandydaturę na kanonika – ks. Josefa Lettaua). Instalacja na ten urząd miała miejsce 14 stycznia 1944 roku. Bruno Schwark pełnił też funkcję egzaminatora synodalnego oraz cenzora ksiąg religijnych. Podczas brutalnego zajmowania Prus Wschodnich przez Armię Czerwoną w styczniu 1945 pozostał w Ornecie. W lipcu 1945, w związku z nieobecnością biskupa warmińskiego Maximiliana Kallera, brał udział w wyborze tymczasowego rządcy diecezji, którym został proboszcz parafii św. Jakuba w Olsztynie Jan Hanowski. Kapituła obradowała w składzie zdziesiątkowanym wydarzeniami wojennymi, w wyborze Hanowskiego uczestniczyli jedynie Bruno Schwark, dziekan Aloys Marquardt oraz ks. Franz Heyduschka. 11 sierpnia (lub 1 września) 1946 został wysiedlony wraz z grupą 1500 osób transportem kolejowym do Niemiec (nie znał języka polskiego). Zamieszkał w Düsseldorfie, następnie był kapelanem w Marxzell k. Karlsruhe. Od 1953 był kapelanem sióstr w klasztorze Liebfrauenhöhe koło Horb. W 1957 otrzymał godność prałata.
Po śmierci biskupa warmińskiego Maximiliana Kallera Bruno Schwark, jako jedyny kanonik warmiński (los drugiego kanonika, który przeżył wojnę, Aloysa Marquardta, był wówczas nieznany) brał udział w wyborze 11 lipca 1947 wikariusza kapitulnego, prałata Arthura Kathera, do 1940 proboszcza i dziekana w Elblągu. Po śmierci Kathera w 1957 brał udział w wyborze, wraz z kanonikiem Marquardtem, ks. Paula Hoppe – na wikariusza kapitulnego diecezji warmińskiej do opieki duszpasterskiej dla Warmiaków w Niemczech.
Napisał wiele artykułów o historii Kościoła na Warmii, publikowanych na łamach Ermlandbriefe oraz Ermländischer Hauskalender. W 1915 zebrał wspomnienia przeżyć warmińskich księży podczas I wojny światowej. Największe jego powojenne opracowanie to Ihr Name lebt. Ermländische Priester in Leben, Leid und Tod. W książce tej zebrał życiorysy i opisał tagiczną śmierć 88 księży z Prus Wschodnich i Pomorza, którzy zginęli z rąk żołnierzy Armii Czerwonej lub zmarli wkrótce potem wskutek okrutnych wojennych przejść. Materiał zebrał na podstawie przeprowadzonych wywiadów ze świadkami, prowadzonej z nimi korespondencji oraz wspomnień innych osób. Książka stanowi cenne świadectwo wydarzeń i męczeńskiej śmierci wielu duchownych z rąk radzieckich żołdaków.

## Publikacje
- Bischof Rather von Verona als Theologe, 1915
- Der Feind im Land. Berichte ermländischer Geistlicher über Ostpreußens Russenzeit 1914/15, Braniewo 1915
- Ihr Name lebt. Ermländische Priester in Leben, Leid und Tod, Osnabrück 1958